# Dundas
Dundas – miasto w Stanach Zjednoczonych, w stanie Minnesota, w hrabstwie Rice.